# Christine Muzio
Christine Muzio (* 10. Mai 1951 in Creil; † 29. November 2018) war eine französische Florettfechterin.

## Erfolge
Christine Muzio gehörte zur französischen Mannschaft bei den Olympischen Spielen 1976 in Montreal und 1980 in Moskau. 1976 erreichte sie mit dieser in der Mannschaftskonkurrenz ungeschlagen das Finale um die Goldmedaille, das die Sowjetunion mit 9:2 gewann, sodass Muzio gemeinsam mit Brigitte Gapais-Dumont, Claudette Herbster-Josland, Brigitte Latrille-Gaudin und Véronique Trinquet die Silbermedaille gewann. Auch 1980 zog sie ohne Niederlage mit der französischen Equipe ins Finale gegen die Sowjetunion ein und setzte sich dieses Mal mit 9:6 durch. Gemeinsam mit Isabelle Boéri-Bégard, Brigitte Latrille-Gaudin, Véronique Brouquier und Pascale Trinquet wurde sie somit Olympiasiegerin.